# Willy Wegener
Willy Wegener (* 13. Februar 1899 in Zerbst; † 28. Oktober 1983 in Döbeln) war ein deutscher Politiker der SPD, später SED. Er war Oberbürgermeister von Zerbst.

## Leben
Wegener arbeitete als Eisendreher in der Maschinenfabrik Franz Braun in Zerbst. Später wirkte er als Mitarbeiter beim Volksblatt für Anhalt, der regionalen SPD-Zeitung. Nach der Machtübergabe an die Nationalsozialisten tauchte er unter und wirkte als Funktionär in Gardelegen, wo er auch mit dem ehemaligen kommunistischen Reichstagsabgeordneten Ernst Hörnicke zusammenarbeitete. Dadurch wurde er seit 1932/1933 mehrfach verhaftet. Wegener wurde während des Krieges von Freunden in einem Krankenhaus versteckt, was ihn vor der Auslieferung an die Gestapo und der Inhaftierung im KZ Buchenwald rettete.
In der Sowjetischen Besatzungszone wurde er zum Vorsitzenden der lokalen Zerbster SPD gewählt. Mit dem KPD-Politiker Richard Bläß vollzog er im April 1946 in Zerbst den Zusammenschluss beider Parteien zur SED. Nach den Wahlen zur Gemeindevertretung übernahm Wegener am 8. September 1946 offiziell das Amt des Oberbürgermeisters. Während seiner Amtszeit fand die 1000-Jahr-Feier der Stadt statt.
1950 wurde Wegener wegen Vorwürfe der Sozialdemokratie aus dem Amt gedrängt. Er zog nach Rosswein und wirkte dort als Werkleiter eines Unternehmens. Das Alten- und Pflegeheim „Willy Wegener“ in Zerbst wurde nach ihm benannt.